# Тржић Тоуњски
Тржић Тоуњски је насељено место у општини Тоуњ, Карловачка жупанија, Република Хрватска.

## Историја
Тржић Тоуњски се од распада Југославије до августа 1995. године налазио у Републици Српској Крајини. До територијалне реорганизације у Хрватској налазио се у саставу бивше велике општине Огулин.

## Становништво
Насеље је према попису становништва из 2011. године имало 18 становника.

### Број становника по пописима
| Националност   | 2001. | 1991. | 1981. | 1971. | 1961. | 1953. | 1948. | 1931. | 1921. | 1910. | 1900. | 1890. | 1880. | 1869. | 1857. |
| бр. становника | 20    | 164   | 217   | 376   | 573   | 612   | 567   | 1.171 | 1.064 | 1.257 | 1.236 | 1.186 | 1.038 | 1.174 | 1.522 |

- напомене:

Исказивано под именом Тржић 1857. и 1869., Тржић II 1880., Тржић II Тоуњски 1890. и 1900. и Тржић Тоуњски од 1910. надаље.

### Национални састав
| Националност       | 2001.     | 1991.        | 1981.        | 1971.        | 1961.        |
| Срби               | 20 (100%) | 157 (95,73%) | 182 (83,87%) | 370 (98,40%) | 559 (97,55%) |
| Хрвати             | 0         | 2 (1,21%)    | 1 (0,46%)    | 0            | 12 (2,09%)   |
| Југословени        | 0         | 5 (3,04%)    | 30 (13,82%)  | 0            | 0            |
| остали и непознато | 0         | 0            | 4 (1,84%)    | 6 (1,59%)    | 2 (0,34%)    |
| Укупно             | 20        | 164          | 217          | 376          | 573          |